# Curtis Hanson
Pour les articles homonymes, voir Hanson.
Curtis Hanson, né le 24 mars 1945 à Reno (Nevada) et mort le 20 septembre 2016 à Los Angeles (Californie), est un réalisateur, producteur et scénariste américain.
Il est principalement connu pour ses films La Main sur le berceau (1992), L.A. Confidential (1997) — pour lequel il obtient l'Oscar du meilleur scénario adapté — ou encore 8 Mile (2002).

## Biographie
Curtis Lee Hanson naît le 24 mars 1945 à Reno, dans le Nevada.
Il commence sa carrière en 1973 avec le film d'horreur indépendant Sweet Kill, mais ce n'est que dans les années 1980, après quatre films à petit budget (dont American Teenagers, avec Tom Cruise), que sa carrière décolle avec son intronisation à la Directors Guild of America, sous le parrainage de Samuel Fuller, Don Siegel et John Cassavetes. Après des films à petit budgets et deux thrillers (Faux témoin et Bad Influence), il connaît la consécration mondiale en 1992 avec La Main sur le berceau qui met en vedette Rebecca De Mornay.
Après le thriller d'action La Rivière sauvage (1994), avec Meryl Streep et Kevin Bacon, il réalise L.A. Confidential, d'après James Ellroy, qui lui vaut l'Oscar du meilleur scénario adapté en 1998.
Au cours des années 2000, il confirme avec les comédies dramatiques Wonder Boys (2000) - où il dirige une nouvelle fois une pléthore d'acteurs hollywoodiens talentueux - et In Her Shoes (2005), portée par les interprétations de Toni Collette et Cameron Diaz, en sœurs très différentes. Mais cette décennie est surtout marquée par le succès critique et commercial, aussi bien aux États-Unis qu'en France, du film 8 Mile (2002), avec Eminem dans son premier grand rôle au cinéma. Ce film retrace librement les débuts de la carrière du rappeur phénomène à Détroit.
En 2007, il dirige Eric Bana, Drew Barrymore et Robert Duvall dans le drame Lucky You, pour lequel il revient aussi à l'écriture, 10 ans après L.A. Confidential. Il ne reviendra qu'en 2011 à la tête du projet Too Big to Fail : Débâcle à Wall Street, ambitieux téléfilm pour la chaîne à prestige HBO, où il dirige une large distribution d'acteurs majeurs de la télévision américaine. L'année suivante, il s'éloigne des univers urbains pour réaliser Chasing Mavericks, qui retrace la vie du surfer Jay Moriarity. En raison de problèmes de santé, il ne peut superviser la fin du tournage et est remplacé par Michael Apted.
Il est aussi acteur, notamment dans Adaptation (2002), où il interprète le mari de Meryl Streep.
Souffrant d'une dégénérescence fronto-temporale, maladie neuro-dégénérative détruisant les lobes frontaux du cerveau, il ne travaille plus. Le 21 septembre 2016, il est retrouvé mort à son domicile dans le quartier d'Hollywood Hills.

## Filmographie

### Réalisateur

#### Cinéma
- 1973 : Sweet Kill
- 1980 : The Little Dragons
- 1983 : American Teenagers (Losin' It)
- 1987 : Faux Témoin (The Bedroom Window)
- 1990 : Bad Influence
- 1992 : La Main sur le berceau (The Hand That Rocks the Cradle)
- 1994 : La Rivière sauvage (The River Wild)
- 1997 : L.A. Confidential
- 2000 : Wonder Boys
- 2002 : 8 Mile
- 2005 : In Her Shoes
- 2007 : Lucky You
- 2012 : Chasing Mavericks (coréalisé avec Michael Apted)

#### Télévision
- 1986 : Les Enfants de la nuit (The Children of Times Square) (téléfilm)
- 2002 : Greg the Bunny (série télévisée)
- 2011 : Too Big to Fail : Débâcle à Wall Street (Too Big to Fail) (téléfilm)

### Producteur
- 1973 : Sweet Kill
- 1978 : L'Argent de la banque (The Silent Partner)
- 1980 : The Little Dragons
- 1997 : L.A. Confidential
- 2000 : Wonder Boys
- 2002 : 8 Mile
- 2005 : In Her Shoes
- 2007 : Lucky You
- 2012 : Chasing Mavericks de Curtis Hanson et Michael Apted

### Scénariste
- 1970 : Horreur à volonté (The Dunwich Horror)
- 1973 : Sweet Kill
- 1978 : L'Argent de la banque (The Silent Partner)
- 1982 : Dressé pour tuer (White Dog)
- 1986 : Les Enfants de la nuit (The Children of Times Square) (TV)
- 1987 : Faux témoin (The Bedroom Window)
- 1997 : L.A. Confidential
- 2007 : Lucky You

### Acteur
- 2002 : Adaptation  : le mari d'Orlean

## Distinctions
- 1997 : Oscar du meilleur scénario adapté pour L.A. Confidential
- 1998 : Prix Edgar-Allan-Poe du meilleur scénario pour L.A. Confidential